# 小塚内匠助
小塚 内匠助（こつか たくみのすけ）は安土桃山時代から江戸時代初期の武士、加賀藩士。前田利家、利長、利常に仕えるなど、金沢城の城代の役目も果たしている。大阪の陣で重症を負い、戦死している。

## 生涯
小塚秀正の嫡子として生まれた。その後は大名である前田家に仕えた。また、前田家の出世時には、城の城代の役目も果たした。
前田利家の死後には、前田利長、利常にも仕えた。
父である小塚秀正から、500石で召し出され、大阪の陣ヘ挑む。しかし、重症を負ったため、帰還中に死亡した。